# Homero Gómez González
Homero Gómez González (1969 nebo 1970 El Rosario, Michoacán – 13. ledna 2020 Ocampo, Michoacán) byl mexický environmentalista a místní politik, který bojoval za ochranu zimovišť monarchů stěhovavých v mexickém státě Michoacán, které jsou ohroženy nelegální těžbou dřeva a přeměnou na plantáže s avokádem.
Narodil se jako nejstarší z devíti dětí. Vystudoval agronomii na Universidad Autónoma Chapingo ve státě México. Původně se sám živil těžbou a prodejem dřeva, podobně jako většina ostatních z městečka El Rosario, jehož se později stal starostou. Působil ve vedení přírodní rezervace El Rosario, která je součástí Biosférické rezervace monarchy stěhovavého zapsané na seznamu přírodního světového dědictví UNESCO. Dlouholetým úsilím se mu podařilo zajistit znovuzalesnění území o rozloze 150 hektarů a zasadil se o rozvoj turismu v oblasti.
Gómez byl naposledy spatřen 13. ledna 2020. Objevily se spekulace, že za jeho zmizením stojí těžaři dřeva. 26. ledna byl nalezen mrtvý ve vodní nádrži. Původní zpráva uváděla jako důvod úmrtí utonutí bez dalších poranění, později však byla zjištěna rána na hlavě a podle zprávy vyšetřovatelů nešlo o nehodu. Pravděpodobně nešlo o loupežné přepadení, protože byla u Gómeze nalezeno deset tisíc pesos v hotovosti (v přepočtu zhruba 12 tisíc korun). Pokud byl zavražděn ve spojení s jeho činností, půjde podle zpráv neziskových organizací Global Witness a Amnesty International o další z více než čtyřiceti vražd ekologických aktivistů v Mexiku od začátku roku 2017. K červenci 2021 nebyly stále známy bližší okolnosti jeho smrti.
Dva dny po Gómezově pohřbu bylo nalezeno tělo dalšího zaměstnance rezervace El Rosario Raúla Hernándeze Romera s rozbitou hlavou.